# Chip 'N Dale: Rescue Rangers
Chip and Dale: Rescue Rangers és un videojoc de plataformes creat per CAPCOM el 1990 per a la NES. El joc està basat en la sèrie homònima de The Walt Disney Company. Els dos esquirols protagonistes han de rescatar una amiga segrestada avançant per diferents nivells saltant entre objectes i escenaris i llençant el que trobin (fins i tot al company) contra els enemics. El videojoc permet jugar de forma individual o amb dos jugadors.